# Sonate K. 2
Pour un article plus général, voir Essercizi per gravicembalo.
La sonate K. 2 (F.518/L.388) en sol majeur est une œuvre pour clavier du compositeur italien Domenico Scarlatti. C'est la seconde sonate du seul recueil publié du vivant de l'auteur, les Essercizi per gravicembalo (1738), qui contient trente numéros.

## Présentation
La sonate K. 2, en sol majeur, est notée Presto. 

## Édition et manuscrit

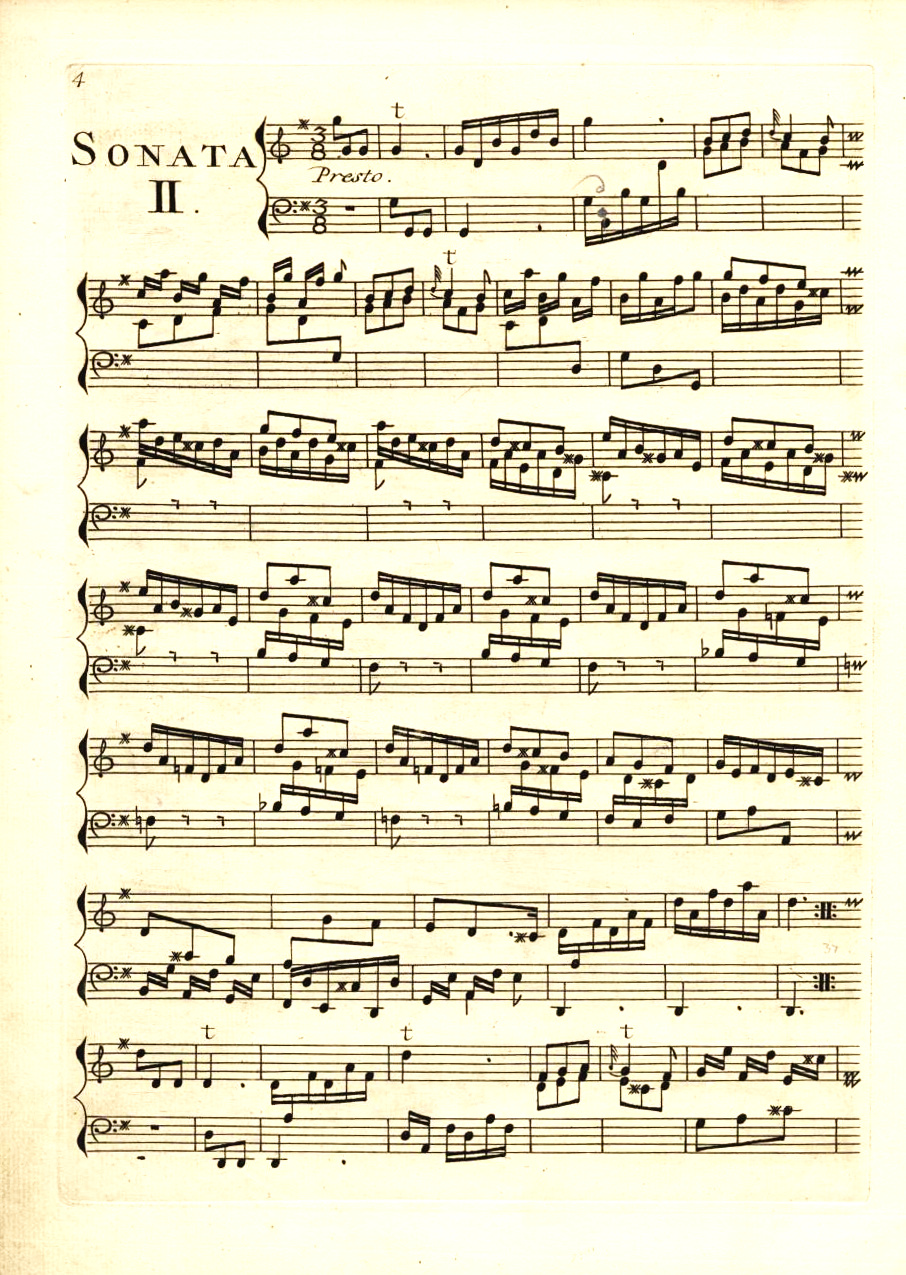
Début de la sonate, extraite d'une édition des Essercizi per gravicembalo publiée à Amsterdam en 1742. Notez l'erreur de gravure mesure 4.

L'œuvre est imprimée dans le recueil des Essercizi per gravicembalo publié sans doute à Londres en 1738. Une copie subsiste dans les manuscrits de Münster V 17.

## Arrangement
La sonate K. 2 fait partie de la sélection d'œuvres orchestrées pour le ballet Le donne de buon umore de Vincenzo Tommasini en avril 1917 à Rome, par les Ballets russes de Serge de Diaghilev.

## Interprètes
La sonate K. 2 est interprétée : 
- au piano, notamment par Clara Haskil (1950, Westminster), Carlo Grante (2009, Music & Arts, vol. 1) et Soyeon Lee (2017, Naxos, vol. 21) ;
- au clavecin, par Huguette Dreyfus (1967, Valois), Scott Ross (1976, Still, et 1985, Erato)[3], Colin Tilney (1987, Dorian/Sono Luminus), Joseph Payne (1990, BIS), Pieter-Jan Belder (2000, Brilliant Classics), Byron Schenkman (2001, Centaur Records), Luc Beauséjour (2003, Analekta), Richard Lester (2004, Nimbus, vol. 1), Kenneth Weiss (2007, Satirino), Emilia Fadini (2008, Stradivarius, vol. 11), Tomoko Matsuoka (2008, Genuin) et Hank Knox (2021, Leaf Music).

## Sources
: document utilisé comme source pour la rédaction de cet article.
- Ralph Kirkpatrick (trad. de l'anglais par Dennis Collins), Domenico Scarlatti, Paris, Lattès, coll. « Musique et Musiciens », 1982 (1re éd. 1953 (en)), 493 p. (OCLC 954954205, BNF 34689181).
- Alain de Chambure, « Domenico Scarlatti : Intégrale des sonates — Scott Ross », p. 172–175, Erato (2564-62092-2), 1985 (OCLC 891183737) .